# O Tronco (filme)
O Tronco é um filme de 1999 dirigido por João Batista de Andrade baseado no romance homônimo do escritor goiano Bernardo Élis. É estrelado por Ângelo Antônio, Letícia Sabatella, Chico Diaz, Rolando Boldrin e Antônio Fagundes. Foi produzido pela Raiz Produções Cinematográficas, tendo recebido financiamento do governo de Goiás e das universidades católica e federal do estado. Foi filmado no município de Pirenópolis.

## Sinopse
O coletor de impostos Vicente Lemos (Ângelo Antônio) é enviado para um pequeno município da região norte de Goiás (Dianopolis/To) - atual estado do Tocantins. Lá, entra em conflito com o coronel Pedro Melo (Rolando Boldrin), seu próprio tio, por discordar dos métodos que este utiliza para manter o domínio absoluto das terras da região. O filho de Pedro, Artur (Henrique Rovira), é ex-deputado e ex-aliado dos coronéis sulistas. A discordância acaba fazendo com que os Melo e seus aliados coloquem fogo na coletoria de Vicente, o que faz com que este denuncie a família para a sede do governo. O governo manda uma tropa do exército para a região. Também envia o juiz Carvalho (Antônio Fagundes), que leva consigo uma ordem de prisão aos membros da família Melo. Os Melo reagem à prisão; Pedro é assassinado e Artur foge. O exército trata os capturados como escravos, prendendo todos os homens da família no antigo tronco da propriedade Melo. Enquanto isso, Artur reúne jagunços para iniciar uma verdadeira guerra contra os militares.

## Elenco
- Ângelo Antônio como Vicente Lemos
- Antônio Fagundes como Juiz Carvalho
- Chico Diaz como Catulino
- Letícia Sabatella como Anastácia
- Rolando Boldrin como Pedro Melo

## Produção
As gravações ocorreram no município goiano de Pirenópolis e recebeu apoio do Governo do Estado de Goiás e das universidades locais. O roteiro é uma adaptação cinematográfica do romance homônimo do escritor goiano Bernardo Élis.

## Lançamento
O filme percorreu por diversos festivais de cinema nacional e internacional. Em 1999, participou dos festivais Shangai International Film Festival, na China, e do Festival Internacional de Cine de Mar Del Plata. No Brasil, participou do Festival de Cinema de Natal, Festival de Brasília e Cine PE. Em 2000, foi exibido no Film Festival of India e no International Film Festival of Kerala.

## Recepção

### Prêmios e indicações
Festival de Brasília
- Melhor filme (Comissão Brasil 500 anos)
- Melhor ator coadjuvante – Rolando Boldrin

Festival de Cinema de Natal 1999
- Ator Coadjuvante - Rolando Boldrin

- Cenografia - Vinícius Andrade